# Kanton Saint-Égrève
Kanton Saint-Égrève (fr. Canton de Saint-Égrève) je francouzský kanton v departementu Isère v regionu Rhône-Alpes. Skládá se ze sedmi obcí.

## Obce kantonu
- Fontanil-Cornillon
- Mont-Saint-Martin
- Proveysieux
- Quaix-en-Chartreuse
- Saint-Égrève
- Saint-Martin-le-Vinoux
- Sarcenas